# Олефиренко, Юрий Борисович
Юрий Борисович Олефиренко (укр. Юрій Борисович Олефіренко; 27 апреля 1965, Криничеватое, Компанеевский район, Кировоградская область — 16 января 2015, Мариуполь) — советский и украинский военный, капитан 1-го ранга ВМС Украины; участник войны в Афганистане в составе 459-й отдельной роты специального назначения ВС СССР и войны в Донбассе как командир 42-го территориального батальона МО Украины и 73-го морского центра специального назначения ВМС Украины. Кавалер ордена Красной Звезды (СССР), ордена Богдана Хмельницкого III степени (Украина).

## Биография
Юрий Борисович Олефиренко родился 27 апреля 1965 года в селе Криничеватое Компанеевского района (Кировоградская область). Окончил Кировоградскую среднюю школу № 4, затем поступил в Рязанское высшее воздушно-десантное командное училище на факультет спецназа; позже учился на факультете подготовки специалистов оперативно-тактического уровня при Национальной академии обороны Украины. Проходил службу в 459-й роте специального назначения 40-й армии во время Афганской войны, в течение 4 лет нёс службу в Афганистане и был награждён Орденом Красной Звезды и рядом медалей. Свободно говорил на фарси, который выучил во время службы в Афганистане.
После распада СССР Олефиренко служил в воинских частях в Очакове (в/ч А1594) и Кировограде (в/ч А0759), с 2007 по 2009 годы в составе литовского контингента НАТО как командир украинской разведки (всего в составе контингента — 7 украинских миротворцев) снова нёс службу в Афганистане, работая одновременно и главным переводчиком украинской миротворческой миссии. Вместе с майором Петром Малеевым составил проект строительства мечети в городе Чагчаран.
Прослужив 17 лет в кировоградской воинской части, в 2010 году Олефиренко вышел на пенсию и осел в Кировограде с семьёй. В 2014 году он вернулся на службу добровольцем и возглавил 42-й территориальный батальон «Рух Опору». С августа 2014 года руководил 73-м морским центром специальных операций.
15 января 2015, накануне своей гибели, Олефиренко участвовал в боях за Павлополь (Новоазовский район), собирая разведданные о расположении миномётной батареи ДНР. Поступившая информация позволила артиллерии ВСУ подавить позиции ДНР. Однако 16 января 2015 года разведывательная группа Олефиренко попала под миномётный обстрел: Олефиренко получил тяжёлое осколочное ранение и умер по дороге в больницу.
19 января Юрий Олефиренко был похоронен на Аллее Славы Ровенского кладбища г. Кировоград (ныне — Кропивницкий).

## Награды
При жизни Юрий Олефиренко был отмечен следующими наградами: советскими орденом Красной Звезды, нагрудным знаком «Воину-интернационалисту», медалями «От благодарного афганского народа», «За отвагу» и «70 лет Вооружённых сил СССР»; украинскими медалями «Защитнику Отчизны», «За миротворческую деятельность», «10 лет Вооружённых Сил Украины», «15 лет Вооружённых сил Украины», знаком «Ветеран воинской службы», памятным нагрудным знаком «Воин-миротворец» и медалью НАТО «ISAF» (за участие в миротворческой операции в Афганистане). Указом от 9 апреля 2015 года он был также посмертно награждён орденом Богдана Хмельницкого ІІІ степени (посмертно).

## Память
Со 2 июля 2016 года имя Юрия Олефиренко носит десантный корабль проекта 773 из 5-й бригады надводных кораблей Южной базы ВМС Украины, который ранее назывался «СДК-137» и «Кировоград», однако вопрос над шефством корабля остаётся открытым. 26 декабря того же года на здании 4-й школы города Кропивницкий открыта мемориальная доска в честь Юрия Олефиренко.
Также в городе Кропивницком в честь Юрия Борисовича Олефиренко названа улица, бывшая улица Фрунзе.